# Iluh István
Iluh István (Törökszentmiklós, 1936. május 23. – 2006. május 14.) magyar költő.

## Életpályája
Iluh István 1936. május 23-án született Törökszentmiklóson. Édesapja napszámos, édesanyja cseléd volt. Általános iskolai tanulmányai után 1946-tól (10 éves korától) téglagyári, gépgyári, papírgyári munkás volt. A Szolnok Megyei Néplap munkatársa volt. Verseit a kisemberek sorsa iránti érdeklődés jellemzi.
Első verseit, a Messze vagy, hazám címűt 1957-ben közölte a Szolnok Megyei Néplap, amely évtizedeken át biztosított számára publikációs lehetőséget. Az Élet és Irodalom, Forrás, Palócföld, Napjaink, Nők Lapja, Új Tükör, Népszava, Népszabadság, Somogy, Alföld, Eső című folyóiratokban jelentek meg versei. Tarr Béla Családi tűzfészek című filmjében irodalmi tanácsadó volt. Szerepelt a Szép Versek válogatásban. Gyermekverseit a Verseghy Ferenc Megyei Könyvtár adta ki 1980-ban.
Egyik leghíresebb idézet tőle:

„Krisztus markába szöget vertél, Dózsa húsából ebédeltél. Hitler taktusra meneteltél, NEM-et mondani, SOSE mertél. ”

Elhunyt 2006-ban.

## Művei
- Jó reggelt fény (vers, 1975)
- Szélsárkány (gyermekversek, 1979)
- Boglyába gyűjtött napjaim (önéletrajzi regény, 1996)
- Száműzött szél (vers, Karcag, 1996)
- Felhőteve hátán. Iluh István versei; Új Színházért Alapítvány, Jászberény, 2006 (Eső könyvek)